# Minilabrus striatus
Minilabrus striatus Randall & Dor, 1980, unica specie del genere Minilabrus, è un pesce di acqua salata appartenente alla famiglia Labridae.

## Habitat e Distribuzione
Proviene dalle barriere coralline dell'oceano Indiano e soprattutto del Mar Rosso; in particolare è stato localizzato davanti alle città di Port Sudan e Suakin.

## Descrizione
Presenta un corpo dalle dimensioni davvero minute, non più lungo di 6 cm, compresso lateralmente e piuttosto allungato. La pinna dorsale e la pinna anale sono basse e lunghe, la pinna caudale non è biforcuta.
La livrea è prevalentemente verde-giallastra, tranne parte del ventre e la zona attorno agli occhi, che assumono una colorazione rosata. Sono presenti alcune striature orizzontali marroni o rossastre, e negli adulti possono apparire delle sfumature azzurre.

## Biologia

### Comportamento
Spesso lo si trova in banchi di diversi esemplari, che nuotano ad una distanza di circa 30 cm dal fondo. Solitamente non vive a grandi profondità e non va oltre i 12 m.

### Alimentazione
La sua dieta, prevalentemente carnivora, è composta soprattutto da diverse specie di invertebrati marini (zooplancton).

## Conservazione
Questa specie è classificata come "a rischio minimo" (LC) dalla lista rossa IUCN perché non sembra essere minacciata da nessun particolare pericolo.